# Karbonatischer, fein- bis grobmaterialreicher Mittelgebirgsfluss

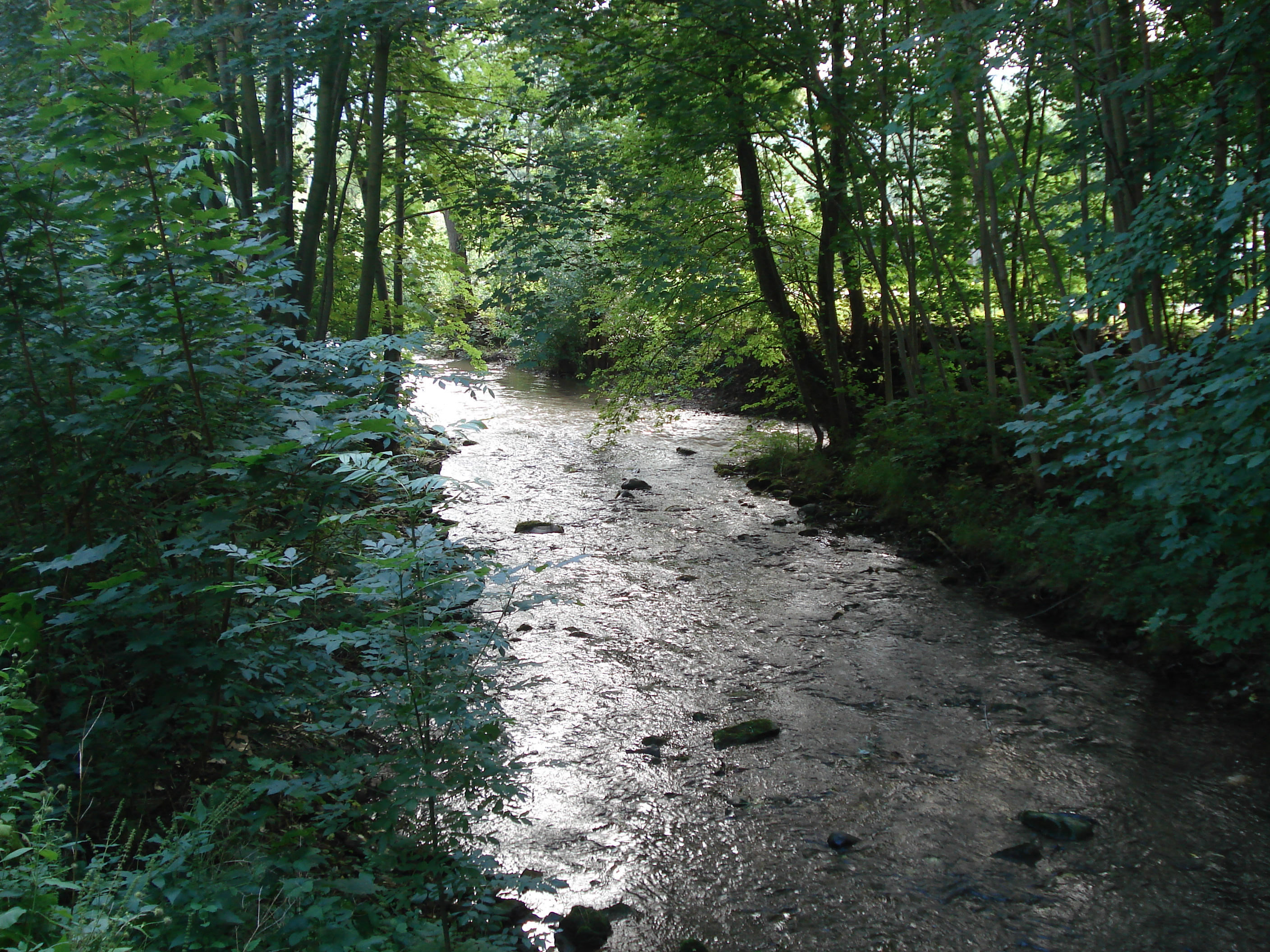
Fließgewässertyp 9.1: Die Gera am Zusammenfluss von Wilder und Zahmer Gera

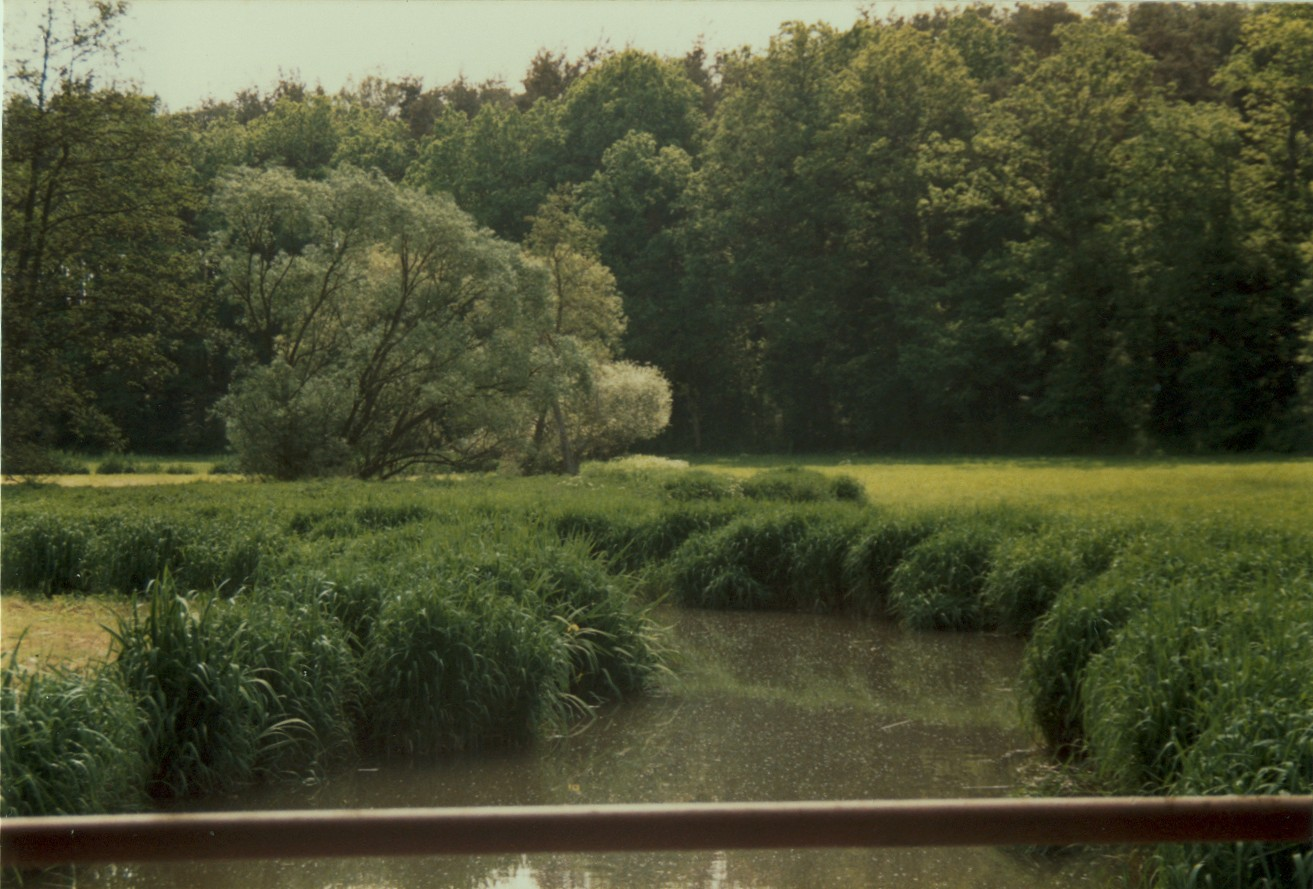
Die Aurach bei Roth, Subtyp 9.1_K

Der Karbonatische, fein- bis grobmaterialreiche Mittelgebirgsfluss (Typ 9.1) ist einer der von der LAWA im Rahmen der Umsetzung der Wasserrahmenrichtlinie festgelegten Fließgewässertypen. Aufgrund der besonderen Ausprägung der Flüsse im Bereich des Keupers existiert für diese Gewässer der Subtyp 9.1_K: Karbonatische, fein- bis grobmaterialreiche Mittelgebirgsflüsse des Keupers.

## Struktur
Die Gewässer kommen in Kalk- oder Kreidegebieten der Mittelgebirge vor. Sie fließen in einem gewundenen bis mäandrierenden Lauf meist in Sohlentälern. Ihr Querprofil ist flach bis mäßig eingeschnitten, Prall- und Gleithänge sind ausgeprägt. Die Strömungsgeschwindigkeit wechselt stark und regelmäßig. Die Sohle besteht je nach Einzugsgebiet aus Steinen, Schotter oder Kies, teilweise kommt auch Sand in relativ großen Mengen vor. In den Keupergebieten kommen natürlicherweise kastenförmige Profile mit steilen Ufern vor. Die Sohle besteht dort überwiegend aus Sand oder Lehm, die Fließgeschwindigkeit der Flüsse ist wesentlich geringer. In den Karstgebieten besitzt das Wasser besonders nahe den Quellen einen blauen Farbton.
Durch die Größe des Einzugsgebiets von 100 bis 1000 km² werden die karbonatischen Mittelgebirgsflüsse von den fein- bzw. grobmaterialreichen Bächen des Mittelgebirges (Typ 6 bzw. 7) einerseits und den Großen Flüssen des Mittelgebirges (Typ 9.2) andererseits abgegrenzt. Die kalkarme Variante ist der Silikatische, fein- bis grobmaterialreiche Mittelgebirgsfluss.

## Flora und Fauna
Die wirbellosen Bewohner dieser Flüsse müssen an die überwiegend schnelle Strömung und die harten Substrate angepasst sein. Es kommen Eintagsfliegen- und Köcherfliegenlarven vor, dazu auf größeren Sandflächen Muscheln wie die Bachmuschel. Die Fische sind hauptsächlich durch strömungsliebende Arten wie Äsche, Döbel oder Schmerle, aber auch durch eher ruhiges Wasser bevorzugende Arten vertreten. In den Gewässern des Keupers kommen vor allem anspruchslose Arten vor, zum Beispiel Rotauge, Ukelei oder Barsch.
Die Wasserpflanzen sind durch Laichkräuter wie das Durchwachsene Laichkraut oder das Schwimmende Laichkraut und andere Pflanzen wie den Einfachen Igelkolben vertreten. In den Keupergebieten kommen vor allem Wassermoose und das Kamm-Laichkraut vor.

## Beispiele
- Wutach
- Gera
- Brenz
- Werre